# Tesis sobre un homicidio
Tesis sobre un homicidio è un film argentino-spagnolo del 2013, diretto da Hernán Goldfrid. Si tratta di un adattamento cinematografico dell'omonimo romanzo di Diego Paszkowski.

## Trama
Roberto Bermúdez è un avvocato di 55 anni che vanta una carriera ampia e riconosciuta, anche se nel tempo si è allontanato dall'attività legale per dedicare le sue giornate all'insegnamento. La sua vita personale è ben più caotica: separato dalla moglie da diversi anni, da allora non ha raggiunto una relazione sentimentale stabile. Il suo scetticismo e la sua arroganza sono cresciuti insieme alla sua passione per il whisky.
Come ogni anno, si prepara ad iniziare il suo prestigioso e celebre seminario di diritto penale presso la Facoltà di Giurisprudenza dell'Universidad de Buenos Aires. Tra i 15 studenti scelti per frequentarlo c'è Gonzalo, figlio di Felipe Ruiz Cordera (giudice e vecchio amico di Bermúdez), cresciuto tra cerimonie e protocolli. Una notte, durante una delle lezioni seminariali, un crimine raccapricciante scuote la facoltà: il corpo della studentessa Valeria Di Natale, brutalmente assassinata, appare nel parcheggio, molto vicino all'aula dove Bermúdez tiene le sue lezioni. Un sottile indizio sulla scena del crimine, irrilevante per la polizia, ma essenziale per Bermúdez, lo convince che Gonzalo è l'autore del crimine. Deciso a provare la colpevolezza del ragazzo ma, soprattutto, ad imporsi su di lui in quello che considera un duello, Bermúdez inizia un'indagine personale. Gli indizi sulla partecipazione di Gonzalo all'omicidio di Valeria si accumulano uno dopo l'altro con fatale forza, ma, allo stesso tempo, si tingono inevitabilmente della soggettività di Bermúdez, deciso a provare la sua tesi.

## Produzione
Le riprese del film si sono svolte a Buenos Aires.

## Distribuzione
La data di uscita nelle sale cinematografiche argentine è stata il 17 gennaio 2013, mentre in Spagna il 5 aprile dello stesso anno.